# Économie italienne du XIXe siècle
 (octobre 2018).
L’économie italienne du XIXe siècle subissait les effets du fait que l’unité nationale avait été conquise depuis trop peu de temps, des contradictions politico-économiques des différentes régions unifiées, des fortes disparités socio-économiques entre l’Italie du Nord et le Mezzogiorno, comme en témoigne ce que l’on appelle « question méridionale » (en italien, « questione meridionale »), et encore du changement de la configuration géopolitique de l’Europe après 1870.
En 1877, le réseau ferroviaire national était presque entièrement terminé. En plus des liaisons intérieures entre les différentes régions, qui étaient désormais en voie d’achèvement, l’Italie était reliée à la France et à l’Europe Centrale.
Tout cela permettait le développement d’un véritable marché national et international, même si la pauvreté du marché domestique constituait un obstacle à sa progression.

## Les mouvements des années 1830 (1830-1848)
C'est dans ces années que l'on assiste à un réveil économique de l'Europe et plus encore de l'Italie. L'industrialisation se développe partout en Europe. Mais l'Italie contrairement aux autres pays est en retard puisque son économie a toujours reposé sur l'agriculture et non pas l'industrie. Se crée ensuite un manque de matière première (charbon). L'Italie tarde.
L'industrie du textile se développe notamment grâce à la culture de ver à soie; culture retrouvée en Lombardie, Vénétie et Piémont.
L'industrie est le moyen de communication pour l'Italie surtout grâce aux routes ferroviaires. La première a été créée le 3 octobre 1839 est inauguré entre Naples et Portici par Ferdinand II (roi des Deux-Siciles). Puis en 1840 une nouvelle est construite entre Milan et Monza[réf. souhaitée]. L'industrie porta avec elle des moyens de communications (les trains). Pour faire les faire fonctionner, ces trains ont besoin de métal c'est à ce moment que l'industrie métallurgique va se développer (notamment aux alentours de Milan).
Ce réveil économique est aussi grâce à la création d'un réseau naval (port de Gênes) commercial avec navigation à vapeur entre Gênes et toute l'Europe.

## Une fiscalité oppressive
Pour poursuivre la politique des grands travaux publics et la formation des structures unitaires de l’État, orgueil historique de la droite, il fallut créer un nouveau système fiscal. Toutefois, cette nouvelle fiscalité frappa durement les couches populaires et, par conséquent, elle réduisit leur capacité de dépense.
Une grande partie des hommes d’affaires étaient confrontés à de graves difficultés, comme celles, au même temps, de subir la concurrence étrangère, d’avoir de ressources limitées pour les investissements et d’avoir affaire à un marché national pauvre, ayant de sérieuses difficultés à absorber leur production.
Entre 1878 et 1887, l’État imposa une sorte de protectionnisme à une législation douanière qui créa un marché protégé par des droits élevés sur les produits d’importation, ce qui rendit désavantageux leur achat sur le territoire italien.

## Industrialisation et capital
Pour pouvoir développer l’industrialisation, il fallait un montant considérable de capitaux que les particuliers ne possédaient pas.
Seule l’intervention de l’État, c’est-à-dire la taxation, permettait de trouver les montants adéquats. En effet, l’État imposa une fiscalité oppressive avec beaucoup de détermination.
En même temps, l’agriculture, qui était oppressée par les impôts et par une législation protectionniste favorisant la production céréalière et le latifundium (grand domaine agricole principalement à culture extensive) dans le sud d’Italie, était privée des capitaux nécessaires pour renouveler ses techniques.
La conséquence naturelle de l’état dans lequel se trouvaient les campagnes fut l’émigration vers des pays plus riches. Ceux qui partaient étaient en grande partie des travailleurs, agricoles et non agricoles, souvent la part la plus active et la plus capable du monde du travail.
En Italie, le problème de l’accumulation des capitaux nécessaires au financement de l’industrialisation ne fut pas résolu par l’épargne privée, mais à travers l’intervention de l’État. En effet, à travers sa politique fiscale, qui pesait surtout sur les campagnes, grâce au protectionnisme douanier et à travers le financement direct, l’État encouragea et favorisa le processus d’industrialisation.

## Protectionnisme
L’enquête industrielle en 1870-74 mit clairement en évidence l’attitude protectionniste des industriels.
En 1873, après l’éclatement de la crise économique mondiale, ces tendances devinrent plus fortes et elles se concrétisèrent en 1878, avec les premiers tarifs protectionnistes, qui favorisèrent principalement le secteur industriel le plus fort, c’est-à-dire l’industrie textile.
Dans un pays principalement agricole, le protectionnisme en faveur de l’industrie démontra que les groupes industriels s’étaient désormais imposés dans la guide économique du pays.
L’agriculture se trouvait dans une situation de grave sous-développement et de retard et les conditions des paysans étaient inacceptables.
L’industrie sidérurgique et la mécanique avaient du mal à progresser parce qu’elles ne pouvaient pas soutenir la concurrence des pays étrangers les plus développés.
L’augmentation prononcée des dépenses publiques devint un facteur décisif dans la promotion du développement de l’industrie de la construction navale et de la sidérurgie.
Le haut degré de protectionnisme douanier influa négativement et dans une large mesure sur les rapports avec la France, qui répliqua par des mesures de représailles à travers l’imposition de droits de douane.
Cela donna donc origine à une véritable guerre commerciale entre les deux pays.
Le protectionnisme ne constitua pas un remède absolu contre les maux qui affligeaient l’économie italienne. En effet, après une certaine période de développement, lors de la crise industrielle et économique internationale de 1890-95, l’industrie dut faire face aux graves difficultés causées, entre autres, par l’étroitesse du marché national, appauvri également par les difficultés de l’économie agricole.
En 1887, un système économique fondé sur la concentration industrielle dans le Nord du pays, sur la prévalence des intérêts des latifundia dans le Mezzogiorno et sur l’accentuation de l’écart entre le Nord et le Sud du pays s’était affirmé en Italie.
Grâce à cette politique fiscale lourde, l’équilibre budgétaire fut atteint en 1883, tandis que l’abolition du cours forcé de la lire italienne (ce qui permettait de nouveau la conversion en monnaie d’or et d’argent) constitua un important succès. En outre, ces événements contribuèrent à rétablir la confiance des investisseurs internationaux vers l’Italie, ce qui favorisa l’afflux de capitaux étrangers.
Toutefois, à cause de l’augmentation croissante des dépenses publiques, le déficit commercial s’aggrava de plus en plus pendant les dernières années du gouvernement
Depretis.
Avec Sonnino, le Ministre des finances de Crispi, l’Italie connut un énorme redressement financier.
Sonnino aurait voulu imposer plus de taxes pour les classes sociales les plus privilégiées, mais son projet fut fortement contrecarré. Par conséquent, l’amélioration du budget fut obtenue grâce aux droits et aux impôts, qui, comme d’habitude, pénalisaient principalement la consommation des classes populaires.
L’excédent budgétaire, qui devait durer pendant plus de dix ans, fut atteint seulement en 1899.
C’était le début d’un cycle positif pour l’économie italienne qui, même grâce à l’essor économique mondial, eut un grand développement à partir de 1896.